# دروگنگا ژاندووا
دروگنگا ژاندووا (به لهستانی:  Drugnia Rządowa) یک روستا در لهستان است که در گمینا پیژخنگتسا واقع شده‌است. دروگنگا ژاندووا ۱۹۰ نفر جمعیت دارد.